# Wiltz (canton)
Wiltz este un canton al Luxemburgului în districtul Diekirch.
Cantonul conține următoarele comune: 
- Boulaide
- Esch-sur-Sûre
- Eschweiler
- Goesdorf
- Heiderscheid
- Kiischpelt
- Lac de la Haute-Sûre
- Neunhausen
- Wiltz
- Winseler

1. ↑   https://statistiques.public.lu/fr/territoire-environnement/index.html Lipsește sau este vid: |title= (ajutor)